# Treptacantha algeriensis
Espèce
Synonymes
- Cystoseira algeriensis Feldmann, 1945 (basionyme)[1]

Treptacantha algeriensis (basionyme : Cystoseira algeriensis) est une espèce d’algues brunes de la famille des Sargassaceae.

## Distribution
Son aire de distribution s'étend entre les côtes de la mer Méditerranée et les îles Canaries.